# Before the Poison
| Оценки критиков    | Оценки критиков |
| Источник           | Оценка          |
| ------------------ | --------------- |
| AllMusic           | [ 1 ]           |
| Pitchfork Media    | (7.9/10)        |
| The Guardian       | [ 3 ]           |
| Billboard          | Позитивный      |
| BBC                | Позитивный      |
| Mojo               | [ 6 ]           |
| The New York Times | Позитивный      |
| Rolling Stone      | [ 8 ]           |

Before the Poison — семнадцатый альбом Марианны Фейтфулл, записанный в 2003 году и выпущенный в 2004 году.

## Об альбоме
Альбом имеет мрачное и фаталистическое настроение, которое Фейтфулл частично объясняет ситуацией в мире после 11 сентября.
Фейтфулл привлекла к работе над альбомом музыкантов Пи Джей Харви и Ника Кейва, а также Деймона Албарна и продюсера Джона Брайона, с которым она сотрудничала на своём предыдущем релизе Kissin Time'.
- Помимо продюсирования и участия в пяти треках, Харви написала ей три песни («The Mystery of Love», «My Friends Have» и «No Child of Mine» — отрывок из последней появился на альбоме Харви Uh Huh Her) и написал ещё две в соавторстве с Фейтфулл[12][14].
- Кейв выступил сопродюсером вместе с Хэлом Уиллнером[англ.] трёх композиций, музыку к которым он написал на слова Фейтфулл («Crazy Love», «There Is a Ghost» и «Desperanto»), и на всех них выступила его группа The Bad Seeds[12][14].
- Албарн, который вместе с Blur участвует в песне на предыдущем альбоме Фейтфулл Kissin Time, написал с ней в соавторстве песню «Last Song». Другая версия песни, с другим текстом в куплетах, была позже выпущена под названием «Green Fields[англ.]» на альбоме 2007 года одноимённом альбоме The Good, the Bad & the Queen[12].
- Джон Брайон, также участвовавший на Kissin Time, разделил с певицей авторство песни «City of Quartz», последней песни альбома.

## Позиция в чартах
В 2005 году альбом достиг 37 места в Billboard Top Independent Albums. Его высшая позиция была во Франции, где занял 31 место, в Дании — 36 место и 61 место в Швейцарии.
В 2014 году альбом получил золотую сертификацию от Ассоциации независимых музыкальных компаний, что свидетельствует о продажах не менее 75 000 копий по всей Европе.

## Отзывы критиков
Before the Poison получил благоприятные отзывы после выхода, средний балл на Metacritic составил 76/100, что свидетельствует о благоприятных отзывах.

Робб Вебб из BBC описал альбом как «карьерный пик для мисс Фейтфулл и своевременный релиз».

Billboard описал альбом как «выигрышную совместную комбинацию, [которая] делает „Before the Poison“ ещё сильнее, чем его предшественник 2002 года, „Kissin' Time“, но с минималистским, тёмным и пустынным производством и аранжировками»
.
AllMusic описал альбом как «поэтичный и нервирующий; он стоит особняком в её каталоге так же, как Broken English — но на этот раз по другую сторону зеркала.»

В своей рецензии для The New York Times Джон Парелес написал, что «большинство песен элегичны, и мисс Фейтфулл наполняет их пустынными воспоминаниями».

## Список композиций
1. «The Mystery of Love» (Пи Джей Харви) — 3:53
2. «My Friends Have» (Пи Джей Харви) — 2:48
3. «Crazy Love» (Марианна Фейтфулл, Ник Кейв) — 4:04
4. «Last Song» (Марианна Фейтфулл, Деймон Албарн) — 3:19
5. «No Child of Mine» (Пи Джей Харви) — 6:15
6. «Before the Poison» (Марианна Фейтфулл, Пи Джей Харви) — 4:10
7. «There Is a Ghost» (Марианна Фейтфулл, Ник Кейв) — 4:32
8. «In the Factory» (Марианна Фейтфулл, Пи Джей Харви) — 3:51
9. «Desperanto» (Марианна Фейтфулл, Ник Кейв) — 4:22
10. «City of Quartz» (Марианна Фейтфулл, Джон Брайон) — 4:04

## Участники записи
- Треки 1, 2, 5, 6 и 8:

Продюсирование Пи Джей Харви (июнь-июль 2003)
- - Записано и смикшировано Хэдом
  - Вокал и хлопанье в ладоши: Марианна Фэйтфулл
  - Электрическая и акустическая гитары, бас, синтезатор, бэк-вокал, фортепиано, слайд-бас: Пи Джей Харви
  - Ударные, фортепиано, перкуссия, глокеншпиль, ладоши: Роб Эллис[англ.]
  - Синтезаторный бас, электрогитара, бас: Адриан Атли[англ.]
- Треки 3, 7 и 9:
  - Спродюсировано Ником Кейвом и Хэлом Уиллнером[англ.] (октябрь 2003)
  - Записано и смикшировано Риком Симпсоном
  - Вокал: Марианна Фейтфулл
  - Музыканты: Ник Кейв, Уоррен Эллис, Мартин П. Кейси[англ.] и Джим Склавунос[англ.]
- Треки 4 и 10:
  - Спродюсировано Робом Эллисом и Хэдом (сентябрь 2003)
  - Записано и смикшировано Хэдом
  - Помощники звукорежиссёра: Эндрю Рагг и Рик Симпсон
  - Вокал: Марианна Фейтфулл
  - Ударные, фортепиано, перкуссия, вибрафон, звуковые эффекты, струнные аранжировки: Роб Эллис
  - Акустическая гитара, бас, игрушечное пианино, семплирование: Адриан Атли
  - Скрипка: Кэтрин Браунинг
  - Виолончель: Энди Найс
  - Фортепиано: Диана Гуткинд
- Мастеринг: Джон Дент
- Фотографии: Жан-Батист Мондино